# Нови пут

Нови пут је био лист за хришћанску културу који је излазио током 1920. и 1921. године у Сремским Карловцима.

## Историјат
Излазио је недељно (сваког четвртка). Уредник је био теолог и гимназијски катихета Григорије Микић, а власник Радослав Марковић. Микић је око листа окупљао тадашње карловачко свештенство. Штампан је у „Српској манастирској штампарији” у Карловцима.
Циљ листа био је да подстакне духовну обнову Српске православне цркве, и да допринесе христијанизацији друштва.